# Wardriving

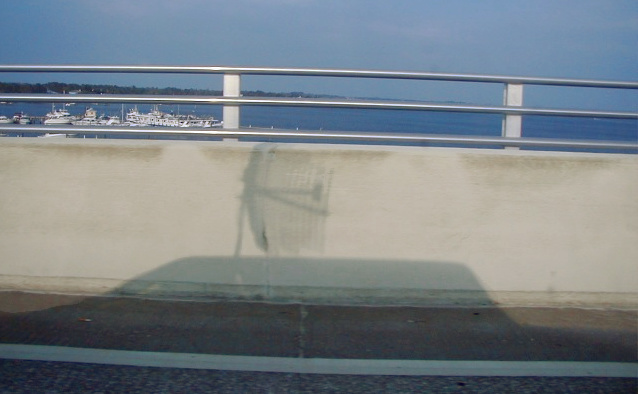
El wardriving es a menudo una actividad subrepticia: este wardriver de largo alcance deja sólo su sombra.

Se llama wardriving a la búsqueda de redes inalámbricas Wi-Fi desde un vehículo en movimiento. Implica usar un coche o camioneta y un ordenador equipado con Wi-Fi, como un portátil o una PDA, para detectar las redes. Esta actividad es parecida al uso de un escáner para radio.
El wardriving recibe su nombre del wardialing (popularizado en la película de Matthew Broderick Juegos de guerra) porque también implica buscar sistemas informáticos.
Muchos practicantes usan dispositivos GPS para determinar la ubicación de los hotspots hallados y registrarla en un sitio web (el más popular es WiGLE). Para mejorar el rango de alcance, se construyen o compran antenas, ya sean omnidireccionales o altamente direccionales. El software necesario se encuentra libremente en Internet, notablemente NetStumbler para Windows, KisMac para Macintosh y Kismet o SWScanner para GNU/Linux.
El uso masivo de PDA  y smartphones equipados con Wi-Fi facilitan la práctica del wardriving, además existen versiones especiales de Kismet y NetStumbler para la plataforma Pocket PC, inclusive existe software como WiFiFoFum que conectando un GPS pueden crear una imagen de Radar de las redes circundantes.
Una variante es el llamado Bus_Wardriving, en los que se aprovecha los trayectos de autobús urbano buscando redes y reduciendo la emisión de gases y los riesgos de conducir por la ciudad. Esta modalidad plantea un principal problema, la fuente de alimentación está limitada a la propia batería del Portátil o PDA.